# چنژو
چنژو (به لاتین: Chenzhou) یک شهر مرکزی در جمهوری خلق چین است که در هونان واقع شده‌است. چنژو ۱۹٬۳۱۷ کیلومتر مربع مساحت و ۴٬۵۵۹٬۶۰۰ نفر جمعیت دارد.